# بيرجير (مقعد)

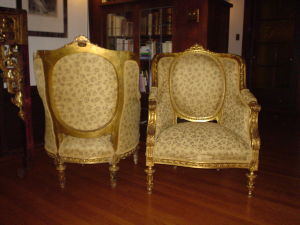
مقعدين مرصعين من طراز لويس السادس عشر. إمكانية إيجاد مقاعد البيرجير من طراز لويس الخامس عشر أكثر من الطراز السابق. الترصيع عادة ما يترك للمتكاءات ذات المسندات المفتوحة.

مقعد بيرجير أو مقعد الراعي (بالفرنسية: Bergère) هو متكأ عريض ذو مسند ظهر مبطن، مع مبطنات خدية ووسادة على المقعد، أنشأ المقعد في حوالي 1720.

منحني في طراز لويس الخامس عشر، وقائم في طراز لويس السادس عشر، شهد مقعد البيرجير تصغير أبعاده في القرن التاسع عشر.
يوجد عدة أنواع من هذا المقعد:
- بيرجير ماري أنطوانات: بدون أذان (حواشي علوية)، مسند ظهر منحني قليلا.
- بيرجير جندول: مسند ظهر مستدير قليلا، وبدون أذان.
- بيرجير بالأذان: لديه على الأجناب العلوية شكل أذنين، يعرف أيضا بالمذهب.
- بيرجير بالحواش المذهبة (أو أفاريز الباب): مسند ظهر ممتلأ ومبطن.
- بيرجير المنطاد أو البومبادور: مسند ذراع منحني ومنسد ظهر مستدير.

## معرض الصور

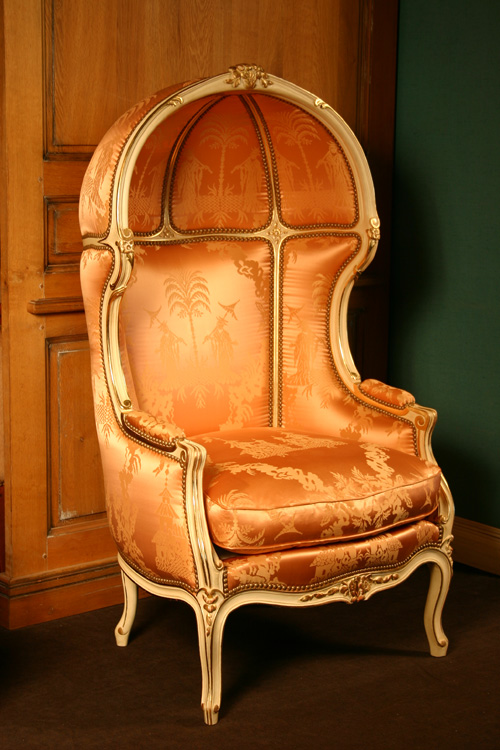
بيرجير ذو قبة نصفية من طراز لويس الخامس عشر، يعتبر من الأطرزة القديمة.
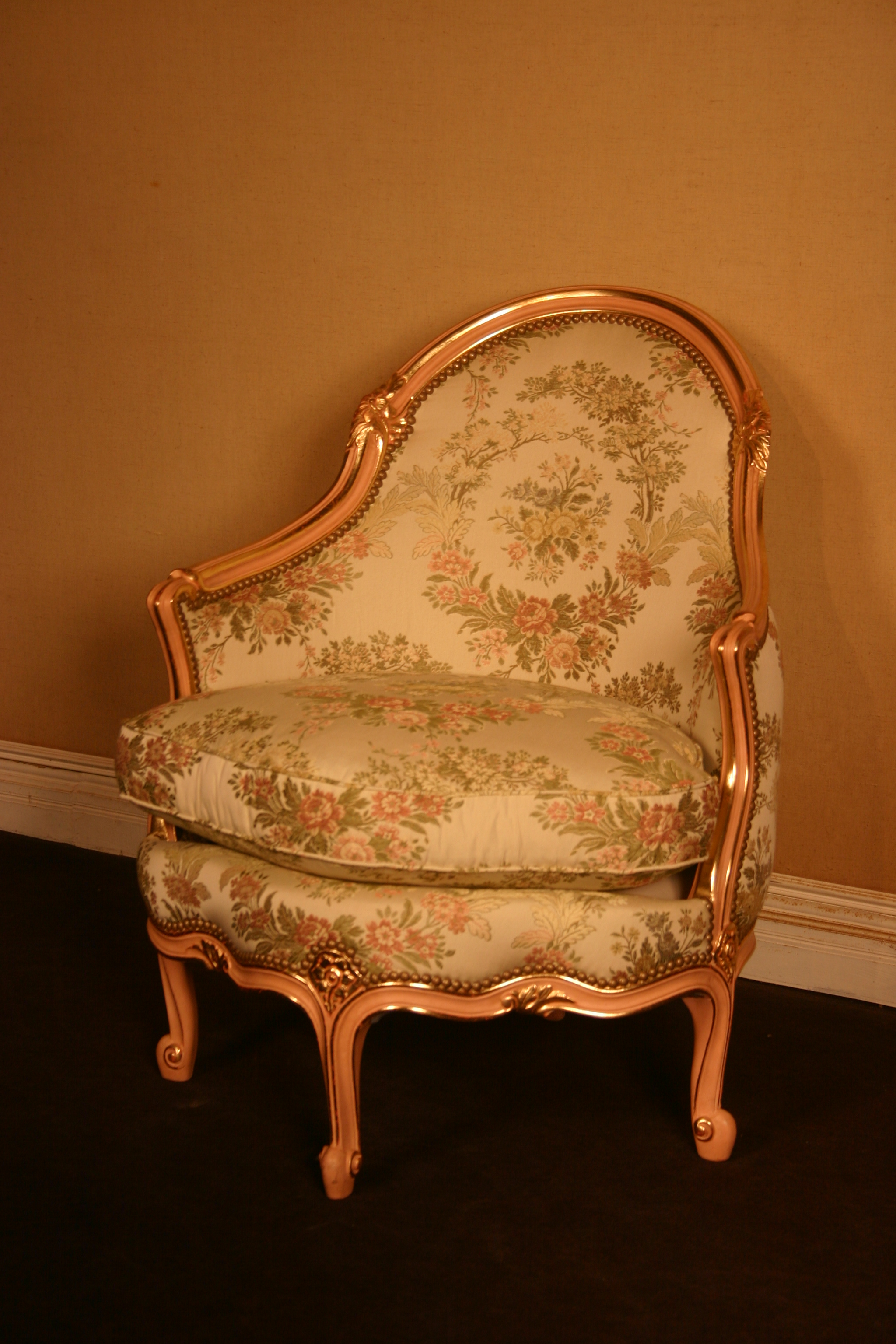
أحد أنواع البيرجير ذات طراز لويس السادس عشر القديم.
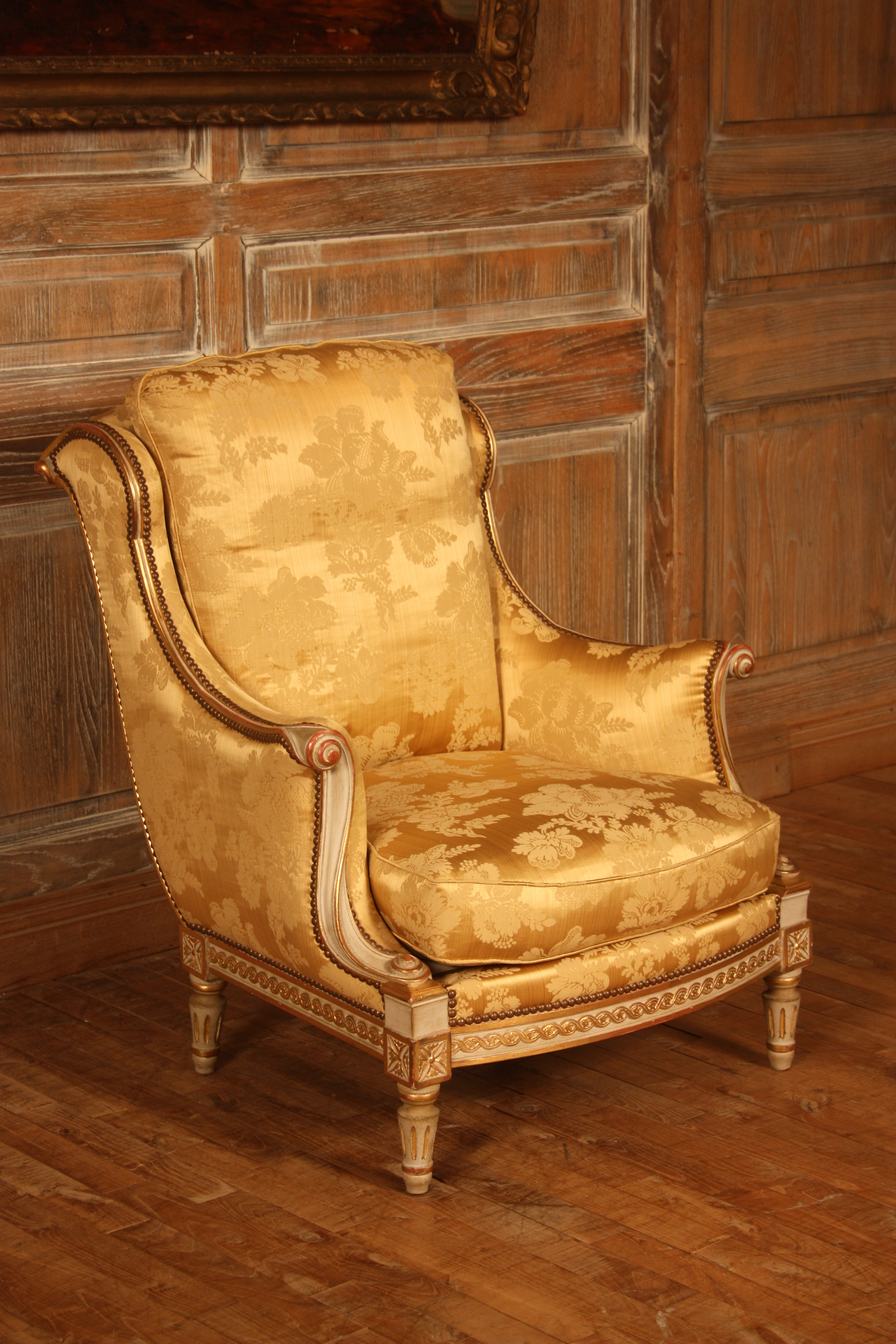
بيرجير مذهب ذو طراز إنتقالي.
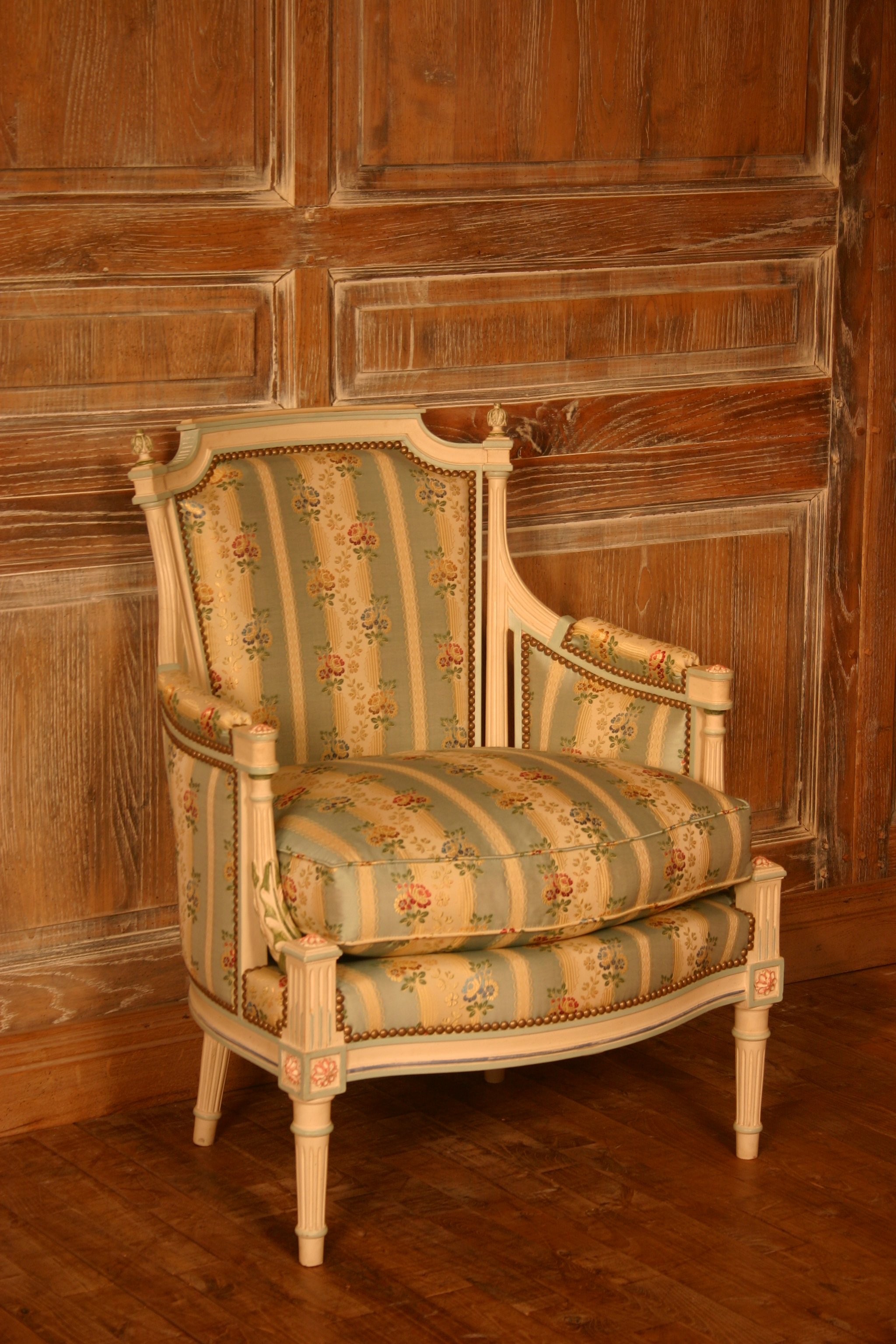
بيرجير من طراز لويس السادس عشر.

## روابط خارجية
- (fr) أمثلة عن مقاعد البيرجير.
- (fr) بيرجير ذو طرازي لويس الخامس عشر والسادس عشر.